# Hôtel de Lassay
Hôtel de Lassay je městský palác v Paříži v ulici Rue de l'Université v 7. obvodu, který slouží jako rezidence předsedy francouzského Národního shromáždění. Palác je součástí komplexu Bourbonského paláce a spolu s ním je chráněn jako historická památka.

## Historie
Armand de Madaillan, markýz de Lassay (1652–1738) rádce vévodkyně Louise Françoise de Bourbon (1673–1743) zadal v roce 1722 projekt na stavbu svého paláce. Na stavbě se vystřídalo několik architektů, hlavní podíl měl nejspíše Jean Aubert (1680–1741), který se podílel i na stavbě sousedícího Bourbonského paláce. Výstavba probíhala v letech 1726–1730. Po markýzově smrti palác získala jeho dcera a po ní jeho vnučka, která se provdala za Louise de Brancas, vévodu de Villars. Od něj palác koupil v roce 1768 Louis-Joseph de Bourbon-Condé, vnuk vévodkyně de Bourbon. Ten nechal v roce 1773 palác stavebně upravit. V roce 1792 byl palác zkonfiskován jako majetek státu a v letech 1794–1804 zde sídlila École Polytechnique. V roce 1815 získal palác princ Condé zpět, ale jejich dědicové jej pronajali státu a v roce 1843 ho stát zcela odkoupil. Tehdy byl zvýšen o jedno patro a spojen galerií s Palais Bourbon. V roce 1854 jej začal jako svou rezidenci využívat předseda parlamentu. V letech 1870–1879 byl palác neobydlený, vláda sídlila ve Versailles. Od roku 1879 je sídlem předsedy poslanecké sněmovny.